# Federico Longo
Federico Longo (né le 15 janvier 1972 à Rome) est un chef d'orchestre et compositeur italien.

## Biographie
Federico Longo a étudié le piano et la composition musicale en compagnie de Robert W. Mann. Il a obtenu un diplôme de Hautes Études en Direction d’orchestre à l’Accademia Musicale Pescarese avec Donato Renzetti et un diplôme des Wiener Meisterkurse à la Hochschule für Musik de Vienne. Depuis l’année 1996, il est l’élève de Gianluigi Gelmetti, sous la direction duquel il a suivi la Master-Class « I Pomeriggi Musicali »  de Milan et, pendant cinq ans, les cours de l’Accademia Musicale Chigiana de Siène où il a dirigé les concerts de toutes les finales et, de plus, obtenu un Diplôme de Mérite et un Diplôme d’Honneur. Par la suite, il a été l’assistant de Maître Gelmetti pour un nombre de productions soit d’opéra soit symphoniques dans le monde entier (Rome-Opéra de Rome, Milan-La Scala, Londres-Covent Garden, Franquefort-Radio Sinfonie Orchester, Munich-Münchner Philharmoniker, Tokio-NHK, Budapest, Paris, Lyon, Sydney, Melbourne, etc.).
En juillet 2002, pour Marc Aurel, il a gravé les concerts pour piano et orchestre de W.A. Mozart Kv 466 en ré mineur et Kv 491 en do mineur. En juillet 2003, durant la 60e Settimana Musicale Senese, il a dirigé la première exécution des deux pièces en un acte « Il mistero del finto cantante » (« Le mystère du faux chanteur ») et « Che fine ha fatto la piccola Irene » (« Quelle fin la petite Irène a-t-elle fait ») par Marco Betta, inspirées aux nouvelles d’Andrea Camilleri. En août 2003 il a remporté le prix de la Fondation « Boris Christoff ». Son activité de directeur d’orchestre se déroule en Italie et à l’étranger auprès d’orchestres tels que: l’Orchestre du Théâtre de l’Opéra de Rome, l’Orchestre du Théâtre Carlo Felice de Gênes, l’Orchestre Toscanini de Parme, l’Orchestre de Radio Bucarest, l’Orchestre de Chambre Berlin-Brandenburg de Berlin, la Sächsische Kammerphilharmonie et la Robert-Schumann Philharmonie de Chemnitz, la Oulu Sinfonia, la Melbourne Symphony Orchestra et la Sydney Symphony Orchestra avec laquelle il a débuté en avril 2003 dans les concerts de la Master Series à l’Opéra House de Sydney. En mai 2004, il a participé aux deux concerts “Shock of the New” tenus à l’Opera House de Sydney avec la Sydney Symphony Orchestra en dirigeant des musiques de Scelsi, Varèse et L. Lym, obtenant un grand succès soit auprès du public que de la critique. Le même mois, il a débuté à Rome, à l’Auditorium « Parco della Musica », avec la Sächsische Kammerphilharmonie.
En mai 2004, il a créé et dirigé la manifestation, parvenue en 2009 à sa sixième édition, le « Concert pour l’Éthiopie » qui a été accueillie dans les salles de concert les plus prestigieuses de Rome. En juillet 2004, il a dirigé l’opéra Eugène Onéguine par Tchaikovsky au Städtische Theater Chemnitz avec la Robert-Schumann Philharmonie et, successivement, en décembre 2004, il a été invité à réaliser la nouvelle production de « La Bella Addormentata » (« La Belle Endormie ») par Tchaikovsky – cet opéra a non seulement eu un très grand succès, mais a été reconnu comme la meilleure production de la saison. En octobre 2004, il a gravé pour “Genuin” un CD avec des musiques de C. Ph. E. Bach, un disque auquel, en septembre 2006, a été décerné le prestigieux prix “Kaufempfehlung” de Klassikcom.
En octobre 2005 et en mai 2006 il a recommencé à diriger la Sydney Symphony Orchestra avec succès dans la série de concerts “Meet the Music” et « Shock of the New » dont il a aussi réalisé une série d’enregistrements pour l'ABC. En novembre 2006 il a dirigé la première exécution de l’opéra “Il Principe Granchio” (« Le Prince Crabe ») par Paolo Furlani au Teatro Comunale de Modane. En novembre 2008, il est retourné dans le même théâtre pour diriger la première exécution  de l’opéra « Arcibaldo Sonivari » par Mario Pagotto. Parmi ses principaux engagements en 2007, se distingue la longue tournée dans les principales salles de l’Allemagne à la direction de la Kammerphilharmonie Berlin-Brandenburg qui termine avec succès en décembre 2007 à la Philharmonie de Berlin. Au cours de cette tournée, toujours pour Genuin, deux CD avec des musiques de C. Ph. E. Bach et de F. Mendelssohn ont été gravés. L’année 2008 a marqué son début au Théâtre « Carlo Felice » de Gênes où il est retourné en janvier 2010 pour la première représentation de l’opéra « Il Vestito Nuovo dell’Imperatore » (« Le Nouvel Habit de l’Empereur ») et au Théâtre de l’Opéra de Rome où il a dirigé l’œuvre « Saül » par Flavio Testi.
La production à l’Opéra de Rome a obtenu un succès convaincu et unanime auprès du public et de la critique. La direction de Federico Longo a été définie par le Corriere della Sera « ….vibrante et persuasive à travers une harmonisation lucide et attentive. »

## Discographie
- W. A. Mozart - KlavierKonzert nº 20 (K. 466) und nº 23 (K. 491), CD (Marc Aurel Edition, 2002)
- C. P. E. Bach - Klavierkonzert Wq 23 H 427 CD (Genuin Edition, 2006)
- C. P. E. Bach - Klavierkonzert Wq 26 H 430 CD (Genuin Edition, 2008)
- F. Longo - La vena giusta del cristallo CD (Ottododici Edizioni Musicali, 2013)
- F. Longo - L'arte del volo CD (Ottododici Edizioni Musicali - Vallegiovanni Edizioni 2015)
- F. Longo - Concatenation CD (ApplausoUS - Valle Giovanni Edizioni Musicali 2018)
- P. J. von Lindpaintner - Il vespro siciliano (Naxos 2018)

## Publications
- F. Longo - Esercizi progressivi per l'educazione dell'orecchio, Tomo I, Aracne Editrice, 2012.  (ISBN 978-88-548-5051-4)[4].
- F. Longo - Esercizi progressivi per l'educazione dell'orecchio, Tomo II, Aracne Editrice, 2012.